# Нидерланды на «Евровидении-2016»
Нидерланды приняли участие в конкурсе песни Евровидение 2016 в Стокгольме, Швеция, представив исполнителя Дауэ Боба, избранного путём внутреннего отбора, организованного нидерландским национальным вещателем «AVROTROS».

## Представитель
Дауэ Боб был выбран внутренним отбором 22 сентября 2015 года.